# 麻衣 (歌手)
麻衣（まい、1979年8月15日 - ）は、日本の女性歌手。うたうまいの名義で、童謡を広める活動も行っている。父は作曲家の久石譲、夫は政治活動家の丹羽大。

## 人物
- 2歳からピアノを習い、6歳でNHK東京児童合唱団に所属。
- 4歳の時、宮崎駿監督のアニメ映画『風の谷のナウシカ』の劇中に使用された「王蟲との交流」及び「ナウシカ・レクイエム」（「ラン・ランララ・ランランラン…」という曲）を歌った[1]。久石がイメージに合うボーイソプラノを探していたものの期日までに見つからなかったため、麻衣に歌わせてみたところ宮崎が気に入ったこともあり映画本編で採用された[3]。
- コーラスグループなどで音楽には関わってきたものの、本格的に歌手を志したのはアメリカへ留学してから。帰国後に作曲活動やライブ活動を本格化した。
- 女性コーラスグループ「Little Carol（リトルキャロル）」に所属[4]。リトルキャロルは「たけしの誰でもピカソ」（2001年放送・久石譲映画音楽に迫る！）に久石譲とともにゲスト出演した。番組では「もののけ姫」を合唱。その際、久石の娘として紹介される場面もあった。なお、2006年11月には久石の自社レーベルでリトルキャロルのデビューアルバム『The Christmas Album』がリリースされた。
- 2014年6月21日、父親の出身地である長野県中野市の中野市音楽親善アンバサダー（大使）に任命される[5]。

## ディスコグラフィー

### シングル
- ウルルの唄（2009年、VICL-36558） - 映画『ウルルの森の物語』主題歌

### アルバム
- 『麻衣』（2010年、VICL-63695）
- 『うたうまい 童謡うたう』（2013年、VICL-64030）
- 『空みあげて』（2015年）
- 『Beautiful Harmony』（2022年）※「麻衣 with リトルキャロル」名義

### 配信
- さくらが咲いたよ（2006年） - iTunes Music Store限定で配信開始

## 参加作品

### 映画
- 風の谷のナウシカ（1984年） - 劇中曲
- トンマッコルへようこそ（2005年） - メインテーマのボーカル[1]
- 崖の上のポニョ（2008年） - ヴォイス
- ウルルの森の物語 （2009年） - 主題歌「ウルルの唄」
- ハリー・ポッターと死の秘宝 PART2 （2011年） - 劇中曲「リリーのテーマ」 ※MAI FUJISAWA名義
- BAYONETTA Bloody Fate （2013年） - 主題歌「Night, I stand」
- シンデレラ（2015年） - 日本語版エンドソング「夢はひそかに」※日本語詞を担当

### ドラマ
- 坂の上の雲 第3部（2011年） -  主題歌「Stand Alone」
- ハンチョウ〜警視庁安積班〜（2012年 - 2013年） - 挿入歌「IN MISERY」

### アニメ
- おじゃる丸スペシャル「わすれた森のヒナタ」（2015年） - エンディングテーマ「わたしの光」

### ゲーム
- 二ノ国 漆黒の魔導士（2010年） - 主題歌「心のかけら」
  - 二ノ国 白き聖灰の女王 （2011年） - 主題歌「心のかけら」
- 二ノ国II レヴァナントキングダム（2018年） - エンディングテーマ「希望の未来」

### アルバム
- 久石譲
  - 『illusion』「少年の日の夕暮れ」（1988年）※久石譲とのデュエット
  - 『魔女の宅急便 ヴォーカルアルバム』「わたしのこころ」「あこがれのまち」（1989年）
  - 『もののけ姫 イメージアルバム』「もののけ姫」（1996年）
  - 『THE BEST COLLECTION』「さくらが咲いたよ」（2006年）[6]
  - 『崖の上のポニョ イメージアルバム』「ひまわりの家の輪舞曲」（2008年）
- Little Carol
  - 『The Christmas Album』（2006年）
  - 『Christmas Collection』（2010年）
  - 『Christmas Collection II リトルキャロルのくるみ割り人形』（2018年）

- DAISHI DANCE
  - 『the ジブリ set』「君をのせて feat. 麻衣」（2008年）
  - 『Spectacle.』「Beautiful This Earth (Extended Piano Mix）Feat. 麻衣」（2009年）
  - 『the ジブリ set 2』「君をのせて feat.麻衣 (JPN ver.)」（2013年）

### CM
- 日産・スカイライン(V36型) 「I will be」（2006年）
- サントリー 天然水「山に祈る」篇（2010年）
- 中部電力「旅立ちの朝」篇 「Dreamland」（2011年）

## メディア出演

### ラジオ
- 麻衣のミュージックランデブー（SBCラジオ、2017年4月2日 - ）